# Союз ТМ-31
«Союз ТМ-31» — российский пассажирский транспортный пилотируемый космический корабль, на котором осуществлена первая экспедиция на Международную космическую станцию — МКС-1. Был запущен при помощи ракеты-носителя «Союз-У» в 07:52 UTC 31 октября 2000 года.

## Экипаж старта
- («Роскосмос») Юрий Гидзенко (2)[1] — командир «Союза ТМ-31», пилот МКС.
- («Роскосмос») Сергей Крикалёв (5) — бортинженер.
- (НАСА) Уильям Шеперд (4) — командир МКС, бортинженер-2 «Союза ТМ-31».

### Дублирующий экипаж
- («Роскосмос») Владимир Дежуров — командир «Союза ТМ-31», пилот МКС.
- («Роскосмос») Михаил Тюрин — бортинженер.
- (НАСА) Кеннет Бауэрсокс — командир МКС, бортинженер-2 «Союза ТМ-31».

## Экипаж возвращения
- («Роскосмос») Талгат Мусабаев (3)
- («Роскосмос») Юрий Батурин (2)
- (НАСА) Деннис Тито (1)

## Описание полёта
«Союз ТМ-31», нёсший на борту экипаж из трёх человек, успешно произвёл стыковку с модулем «Звезда» международной космической станции 2 ноября 2000 года, примерно в 09:21 UTC. Транспортный космический корабль «Прогресс М1-3», который до этого был состыкован со «Звездой», был отстыкован, чтобы уступить место «Союзу».
Экипаж, состоящий из двух россиян и одного американца, провёл более четырёх месяцев на МКС и вернулся на Землю 21 марта 2001 года на американском космическом челноке «Дискавери» STS-102.
В первые дни своего пребывания на станции команда в непрерывном режиме собирала множество систем первой необходимости и настроила портативную компьютерную сеть, которая помогла запустить все остальные системы станции. Следующие месяцы пребывания на станции были посвящены разгрузке и монтажу различного технического и научного оборудования, а также тренировкам и упражнениям на переносимость длительного пребывания в космическом пространстве.
Экипаж «Союза ТМ-31» был первой группой людей, перед которой была поставлена плановая задача долговременного «постоянного обитания» на МКС.